# Erigeron watsonii
Erigeron watsonii là một loài thực vật có hoa trong họ Cúc. Loài này được (A.Gray) Cronquist mô tả khoa học đầu tiên năm 1947.